# Wandelroute GR12

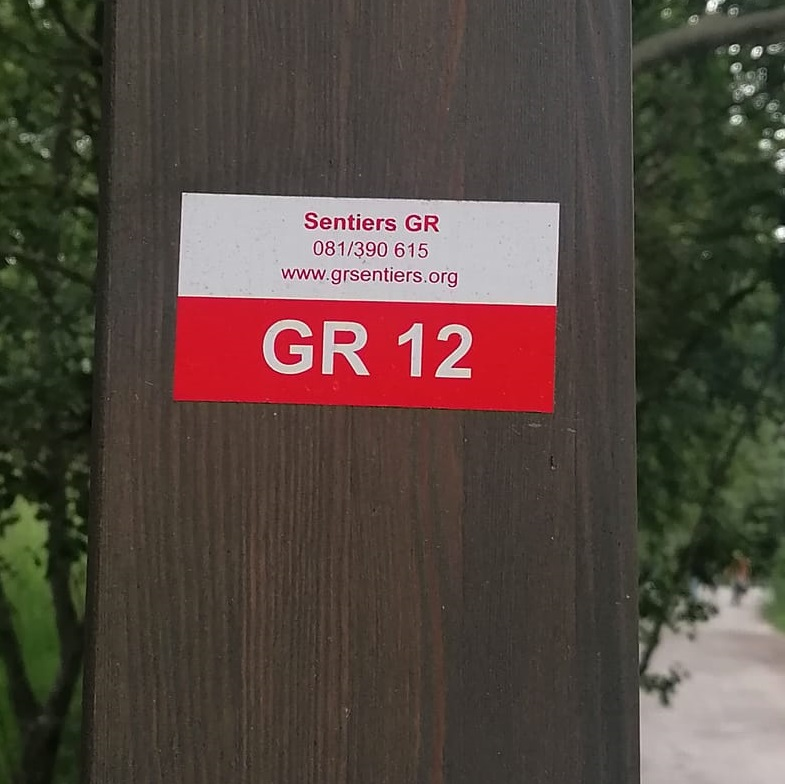
GR 12

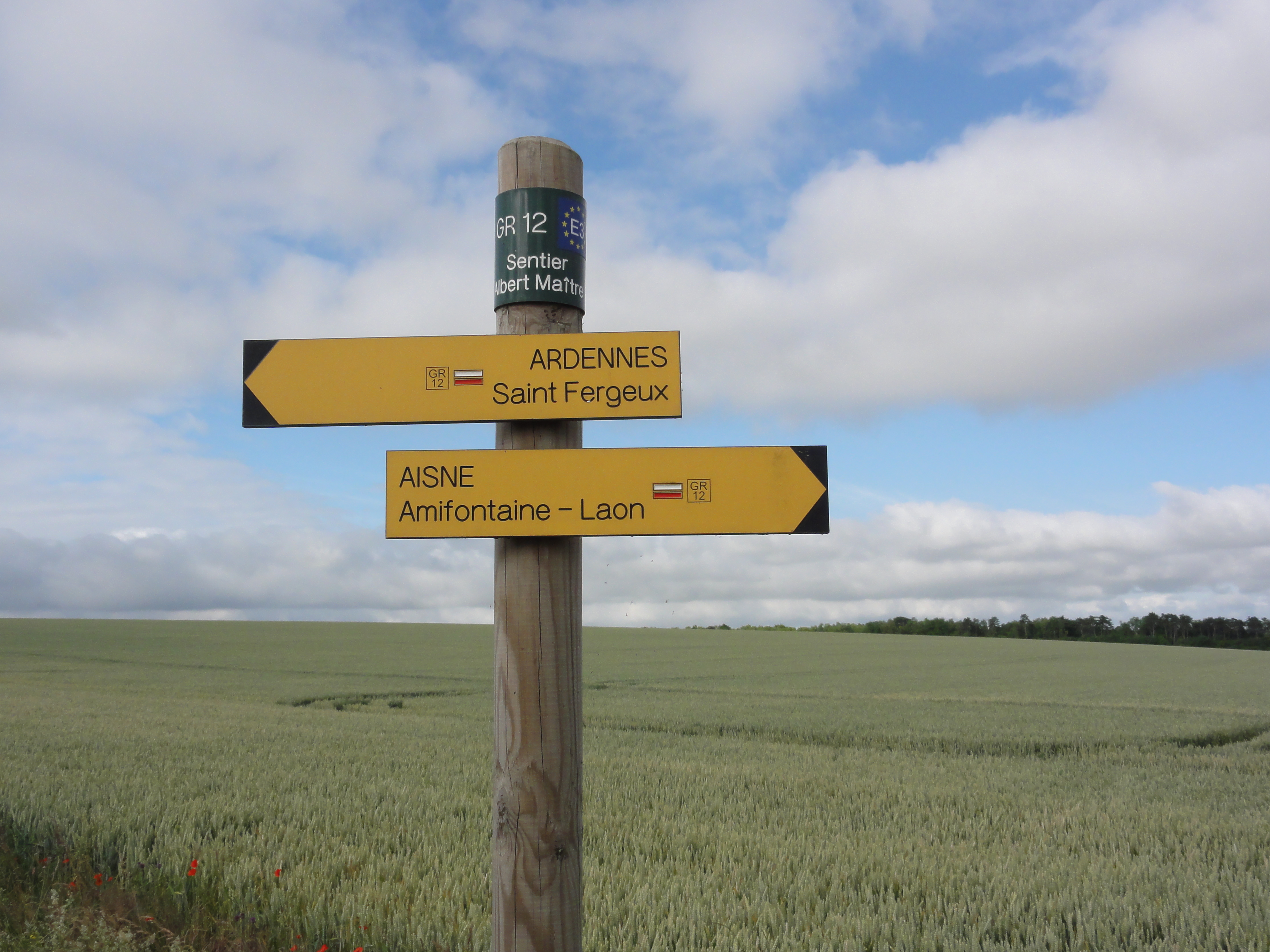

De GR12 is een langeafstandswandelpad van Amsterdam naar Parijs via Brussel en is 985 km lang, waarvan 388,2 km in België.
Van het wandelkruispunt te Bergen-op-Zoom gaat het wandelpad via de heide en bossen van het natuurgebied de Brabantse Wal naar de laaggelegen polders langs de Schelde. Het traject loopt ter hoogte van Plaatsluis en Zandvliet over het grensgebied tussen België en Nederland met onder andere het Moretusbos tot aan het kasteel Ravenhof. Het traject gaat verder via de antitankgracht door de bosrijke gemeenten Stabroek, Kapellen en Brasschaat rond Antwerpen. Via het kasteel van Brasschaat en het Peerdsbos loopt het traject vervolgens door meer bewoonde gebieden in Schoten en Deurne naar het Rivierenhof.

## Steden en dorpen langs de route
Parijs - Montcornet - Rocroi - Moulin-Manteau - Olloy - Dourbes - Walcourt - Ronquières - Kasteelbrakel (Braine-le-Château) - Beersel - Ukkel - Brussel - Grimbergen - Mechelen - Bonheiden - Peulis - Onze-Lieve-Vrouw-Waver - Lier - Ranst - Wommelgem - Deurne - Wijnegem - Schoten - Brasschaat - Putte - Ossendrecht - Huijbergen - Bergen-op-Zoom en verder over het Floris V-pad naar Muiden en het Zuiderzeepad naar - Amsterdam.
Naast de hoofdroute is er de mogelijkheid om de westelijke variant te volgen tussen de Belgische gemeenten Mechelen en Schoten. Het traject loopt via Duffel - Rumst - Kontich - Edegem - Wilrijk - Berchem - Antwerpen en Merksem.

## Fotogalerij

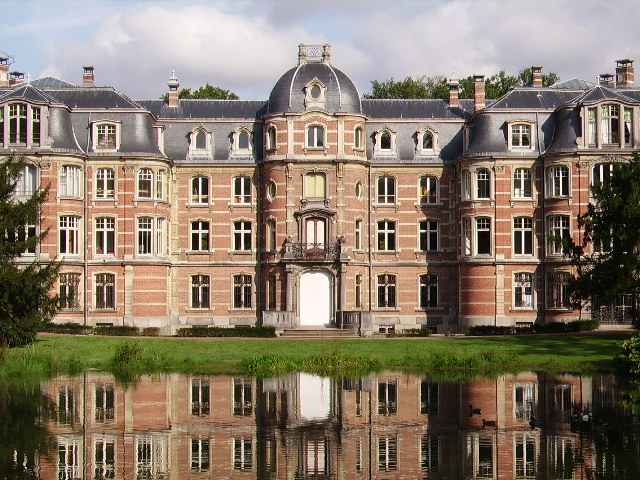
Kasteel Ravenhof
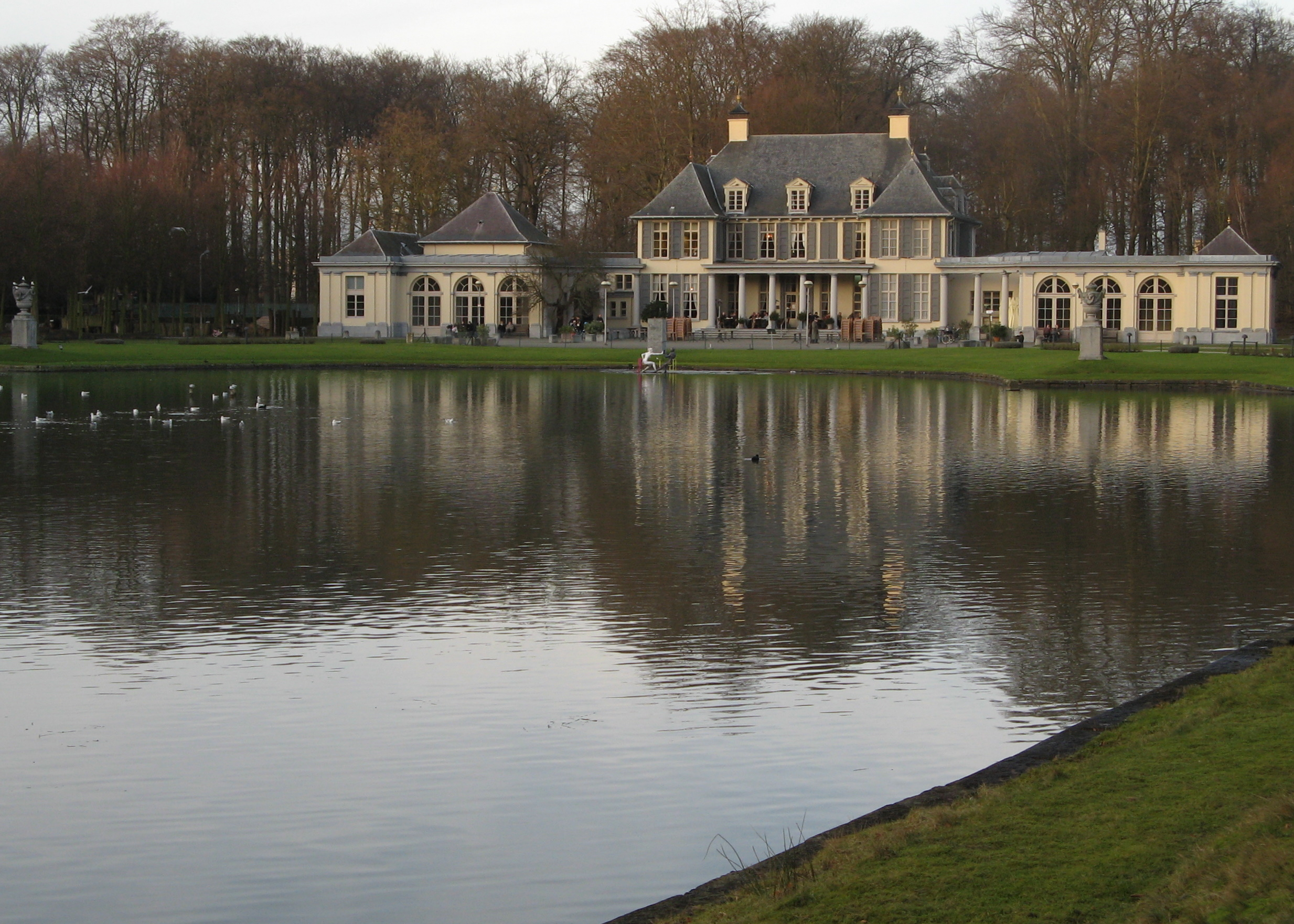
Rivierenhof
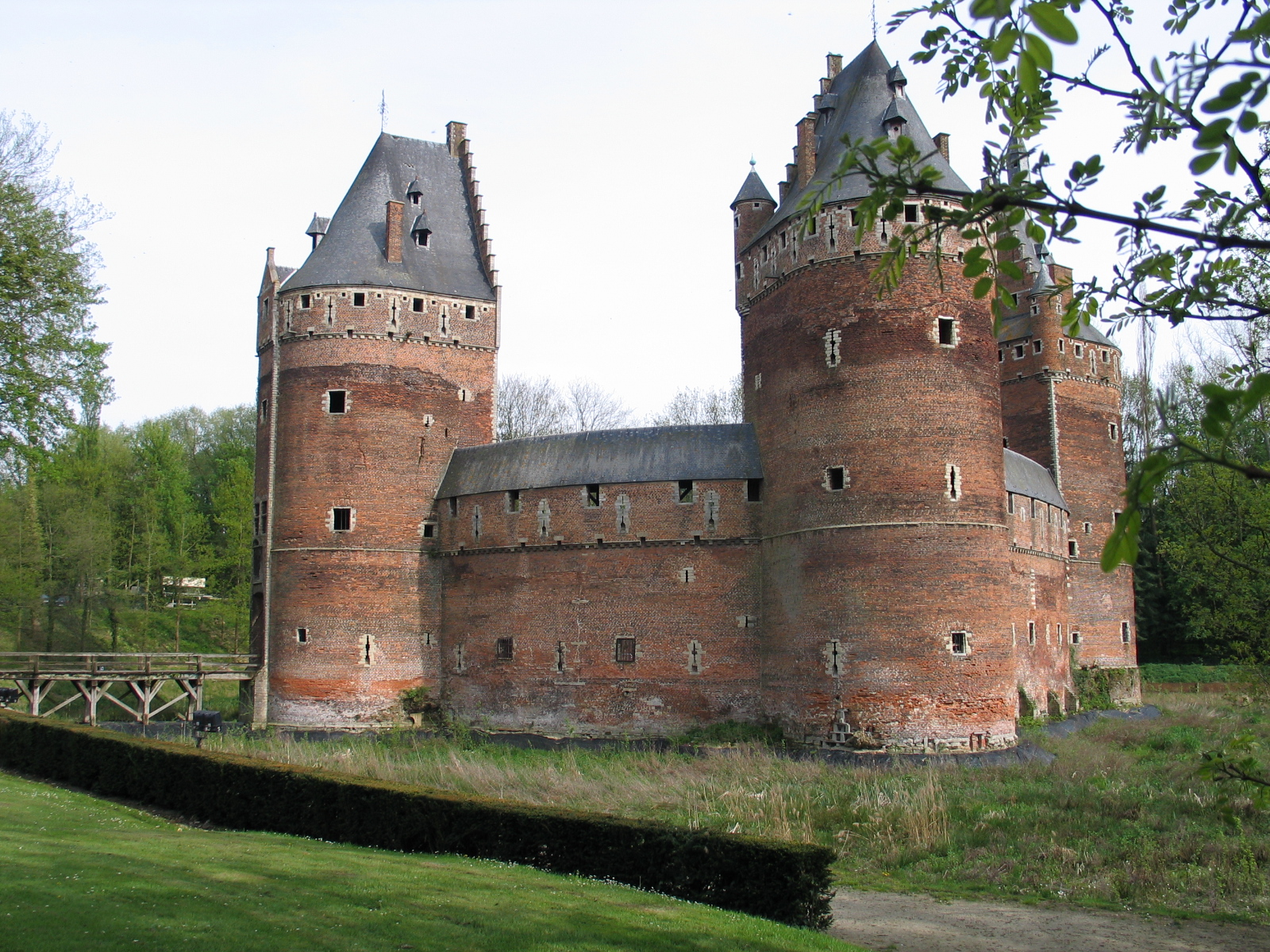
kasteel van Beersel